# Andrew Duff
Andrew Duff (född den 25 december 1950 i Birkenhead, Cheshire) är en brittisk liberaldemokratisk politiker och tidigare ledamot av Europaparlamentet.
Han ställde upp redan i Europaparlamentsvalet 1984, men valdes in i parlamentet först efter Europaparlamentsvalet 1999. Han omvaldes i valet 2004 och valet 2009, men inte 2014.
Sedan oktober 2008 är Andrew Duff ordförande för Europafederalisterna (UEF). Den 15 september 2010 bildade Duff tillsammans med UEF Spinelligruppen, vars syfte är att återväcka idén om ett federalt Europa.
Duff var kommunalråd i Cambridge mellan 1982 och 1999 och vice partiledare för Liberaldemokraterna mellan 1994 och 1997. Han har en välkänd stamning.